# سوزان اسلون
 سوزان اسلون (انگلیسی: Susan Sloane؛ زاده ۵ دسامبر ۱۹۷۰) یک تنیس‌باز اهل ایالات متحده آمریکا است.